# آتش بزرگ (دین مانوی)
آتش بزرگ یا آتش سوزی بزرگ از حوادث مربوط به فرجام‌شناسی مانوی است که در اسطوره پایان جهان در دین مانوی ذکر آن رفته‌ است. بنابر روایات مانوی در پایان جهان که جنگ اصلی میان نور و تاریکی است پدیده آتش بزرگ یا آتش‌سوزی بزرگ رخ می‌دهد. در این آتش‌سوزی گسترده جهان آمیخته از نور و تاریکی بطور کلی در آتش می‌سوزد و تنها پاره‌های فروزان نور که از زمان آفرینش در اسارت ماده بودند آزاد شده و بگونه تندیسی درخشان بسوی جهان روشنی بازگشته و به پدر روشنایی می‌پیوندند.